# 磁等离子体动力推力器
磁等离子体动力推力器，是一种用洛伦兹力来获得推力的装置。
一般来讲，推进剂被注入加速室，并被电离,加速室中的电场以及磁场(可以是有电场诱导的，也可以是外加的)产生洛伦兹力，将电离后的推进剂加速产生推力。